# گاتهارد کتلر
گاتهارد کتلر (آلمانی: Gotthard Kettler, Herzog von Kurland؛ ۲ فوریه ۱۵۱۷ – ۱۷ مهٔ ۱۵۸۷)، آخرین استاد شوالیه‌ها و فرقه لیوونی و نخستین دوک کورلند و زمگاله تا زمان مرگ در سال ۱۵۸۷ میلادی بود.